# Clavus annalis
Clavus annalis na Roma Antiga,  era uma cerimônia onde um cônsul, pretor ou o ditador afixava um prego (clavus) no Templo de Júpiter como forma de marcar o início do ano.
Embora ambos Lívio e Festo afirmarem que  se tratava de uma forma de contar os anos é impossível determinar com certeza se a cerimônia era originalmente um ritual de purificação ligado ao início do ano consular, embora seja possível que este pode ter sido o caso.